# 坂上味和
坂上 味和（さかがみ みわ、1961年5月29日 - ）は、日本の元女優。東京都出身。
特技はピアノ、ギター。

## 来歴
- 父親は高等学校教員[2]。
- 中学1年生の時に乃木坂駅の構内で、後に所属することになる事務所のマネジャーにスカウトされたことから芸能界入り[1][2]。菓子、薬などのCMに時々出演していた[1]。
- 1977年、港区立高陵中学校を卒業、テレビドラマ『うさぎ飛ぶ海』で16歳でデビューする。
- 1980年、東京都立南高等学校を卒業[2]。
- 1981年、テレビドラマ『刑事犬カール2』に主演する。同年4月1日、歌手としてシングル「明日に向かって走れ」（「刑事犬カール2」の 主題歌）をリリースする。
- 1986年に俳優の三ツ木清隆と結婚したが、1991年に離婚した。

## 出演作品

### 映画
- 探偵物語（1983年）
- 絶唱母を呼ぶ歌 鳥よ翼をかして（1985年）

### テレビドラマ
- 敬礼!さわやかさん 第17話「これが初恋」（1976年、NETテレビ）
- おおヒバリ!（1977年、TBS）
- やあ!カモメ（1978年、TBS）
- 木曜座・あした泣く（1978年、TBS）
- 男なら!（1979年、TBS）
- 明日の刑事 第87話「刑事が愛した不良少女」（1979年、TBS）
- 青春諸君!夏（1980年、TBS）
- 御宿かわせみ 第8話「秋の蛍」（1980年、NHK）
- 刑事犬カール2（1981年、TBS） - 主演・津村美子
- 桃太郎侍（1981年、日本テレビ）- 玉川ちどり（第206話 - 第210話、第212話、第214話 - 第217話、第219話 - 第258話）
- われら動物家族（1981年 - 1982年、TBS）
- 噂の刑事トミーとマツ（TBS/大映テレビ）
  - 第1シリーズ
    - 第7話「あぁ 煙突のてっぺんで」（1979年） - 恵子
    - 第19話「女抱きつきスリ大騒動」（1980年） - ルミ
    - 第26話「決戦! トミコ対マツコ」（1980年） - 早川久美

  - 第2シリーズ（1982年）
    - 第15話「笑撃のガンプレイ! 噴火口の対決」 - ルリ子
    - 第26話「湖の対決! トミー死の円月殺法」 - 佐久間ユリ
    - 第36話「ジャッキートミーのグラグラ酔拳」 - クミ
- 大江戸捜査網 第547話「大乱戦 獲物を狙う小悪魔」（1982年、東京12チャンネル/三船プロ） - お菊
- 夏の特選サスペンス・生と死の48時間　消えた週末（1982年、TBS）
- 太陽にほえろ!（東宝 / NTV）
  - 第528話「真夜中のラガー」（1982年） - 川上浩美
  - 第634話「パブロフの犬」（1985年） - 坂本美紀
- 不帰水道（1982年、フジテレビ）
- ザ・サスペンス （TBS）
  - 温情判事（1982年） - 宇野祥子
  - お師匠さんは名探偵(1)三味線殺人事件（1983年）
  - 復讐するは我にあり（1984年）
- あんちゃん 第12話「タスケテーッ! と彼女は叫んだ」（1983年、日本テレビ）
- 火曜サスペンス劇場 （日本テレビ）
  - 「父親は銃を抱いて眠る」（1983年）
  - 「妻は告発する」（1984年）
  - 「雨の日の逃亡者」（1984年）
- 土曜ワイド劇場・碧い海鳴り（1983年、テレビ朝日）
- 遠山の金さん 第1シリーズ 第78話「三日月心中・鈴を鳴らす女!」（1983年、テレビ朝日/東映）
- 花王愛の劇場・花さくらんぼ（1984年、TBS）
- ぼくたちの疾走（1984年、TBS） - 風間晴子
- 月曜ドラマランド（フジテレビ）
  - てんてん娘（1984年）
  - いじわる看護婦(6)（1984年）
- ザ・ハングマン4 第7話「大学マフィアが女子大生をポルノさせる!」（1984年、朝日放送テレビ） - 朝倉友美
- 暴れ九庵 第16話「やがて愉快な居候」（1985年、関西テレビ/東宝） - お峰
- 水戸黄門 第15部 第2話「助格駕籠屋と客引き老公・松山」（1985年2月4日、TBS/C.A.L） - お小夜
- 暴れん坊将軍II 第120話「“にが手”は恋の指南役!」（1985年、テレビ朝日/東映） - 鈴姫
- 木曜ゴールデンドラマ・再会（1985年、よみうりテレビ）
- 恋はミステリー劇場・不倫 娘の婚約者を愛した母! なぜ?（1985年、TBS）
- ナショナル劇場・大岡越前 第9部（1985年 - 1986年、TBS） - おあき
- 私鉄沿線97分署 第58話「ピンチ! 検視官にギ・ワ・ク」（1985年、テレビ朝日/国際放映）
- 特捜最前線 第455話「絆・ミッドナイトコールに殺しの匂い!」（1986年、テレビ朝日/東映）

### その他のテレビ番組
- パソコンサンデー （テレビ東京系放送、制作：テレビ大阪） - 司会

### バラエティー番組
- オレたちひょうきん族（1984年5月5日、フジテレビ）- 「ひょうきんベストテン」中井貴一（石井愃一）の級友
- 森田一義アワー 笑っていいとも!（1985年1月7日、フジテレビ） - テレフォンショッキングゲスト※下条アトムからの紹介で、司会はタモリではなく、明石家さんまが担当した。

### CM
- パイロット万年筆（1976年）坂上二郎と共演。
- 不二家「フリトレー・チートス」（1977年）
- カルビー「サッポロポテト」（1977年）

## 書籍

### 写真集
- 坂上味和写真集「ハーフ・ムーン（HALFMOON）」（1982年5月10日発行、愛宕書房、撮影：マイク・岡田）